# Capital Tower
Capital Tower (Chino: 资金大厦) es el cuarto rascacielos más alto de la ciudad de Singapur, alcanzando una altura de 254 metros. Antiguamente planeada como la sede de POSBank, se transfirió a la propiedad de CapitaLand. Se convirtió en el edificio insignia de la compañía y adquirió su nombre. Desde la finalización del edificio en 2000, Capital Tower adorna el panorama urbano de Singapur como el cuarto rascacielos más alto y el edificio más alto en el distrito financiero Shenton Way-Tanjong Pagar.
Capital Tower tiene 52 plantas, servidas por cinco ascensores de doble piso. Los ascensores pueden cargar 3.540 kg y viajar a una velocidad de 10 m/s. El edificio sobresale visualmente por la noche, cuando el logo y algunas partes del edificio cambian sus luces cada varios segundos.
El principal inquilino de la torre es Government of Singapore Investment Corporation.
La planta superior de la torre está ocupada por el China Club. Sólo los miembros del club tienen acceso. El club incluye un bar, restaurante con comedores privados y salas de reuniones. El club abrió el 19 de mayo de 2001.
Hay un Starbucks Coffee en el vestíbulo principal. La cadena 'Fitness First' también tiene uno de sus establecimientos en el edificio.
|                                          |
| Vista desde un parque en Maxwell Avenue. |

|                    |
| Vista desde lejos. |